# Brian Løkken
Brian Løkken (* 20. März 1975 in Glostrup, Dänemark) ist ein dänischer Dartspieler, der bei Turnieren unter dem Spitznamen „Bright Light“ antritt.

## Karriere
Løkken nahm im Jahre 2010 erstmals an einem professionellen Dartsturnier teil. Bei den damaligen Denmark Open erreichte er die Runde der letzten 32. Vier Jahre später folgte eine Teilnahme an den Denmark Masters, wo er ebenfalls 32. wurde. 2015 spielte der Däne bei den German Masters mit, was somit das erste Major-Turnier in der Karriere Løkkens wurde. Er schied jedoch noch vor den Partien im Hauptfeld in der Runde der letzten 128 aus. Zudem nahm er auch erstmals an einem Turnier der PDC, einem Event der PDC Nordic & Baltic Tour teil, verlor jedoch direkt sein Auftaktmatch gegen den Russen Boris Kolzow. Im weiteren Verlauf des Jahres nahm er zudem an Turnieren in den Niederlanden, Belgien und der Türkei teil, kam jedoch bei keinem dieser Turniere über die Runde der letzten 32 hinaus. Sein Versuch, über die Teilnahme an einem Qualifier eine Teilnahmeberechtigung für die BDO World Darts Championship 2016 zu erhalten, scheiterte. Außerdem trat Løkken im gleichen Jahr noch bei zwei weiteren Major-Turnieren der BDO, dem World Masters und dem WDF World Cup an. Sein erreichter 80. Platz bei den World Masters war sein bis dahin bestes Ergebnis bei einem Major. Beim WDF World Cup warf er überraschend den Niederländer Danny Noppert in der ersten Runde raus, jedoch scheiterte in der anschließenden Runde der letzten 128. Auch 2016 nahm Løkken an einigen Dartsturnieren wie den German Masters und dem World Masters oder aber Open-Turnieren in Lettland und Katalonien teil. Während er beiden Major-Turnieren früh ausschied, erreichte er bei den Turnieren in Lettland und Katalonien das Viertelfinale. Bei den FCD Anniversary Open zog er erstmals ins Halbfinale ein, in welchem er sich Willem Mandigers geschlagen geben musste. Eine Qualifikation für die im nächsten Jahr stattfindende Weltmeisterschaft verpasste er jedoch erneut.
Bei den Gibraltar Open im März 2017 konnte sich Løkken seinen ersten Turniersieg bei einem BDO-Event sichern. Zudem scheiterte er bei den German Masters nur knapp vor dem Einzug ins Hauptfeld in der Runde der letzten 64. Die World Masters endeten jedoch genauso wie das Qualifikationsturnier zur BDO-WM 2018 für ihn enttäuschend nach seiner ersten gespielten Runde. Erfolgreichere Resultate erzielte Løkken hingegen bei den Iceland Open und den Lithuanian Open. Bei ersterer erreichte er das Halbfinale, während er in Litauen ins Finale einzog und erst dort dem Favoriten Darius Labanauskas unterlag. Zudem erreichte Løkken eine Teilnahme an den durch die PDC ausgetragenen Danish Open, an denen qualifizierte Spieler sämtlicher Dartsverbände teilnehmen durften. Hier unterlag er in der 1. Runde Cristo Reyes mit 6:2. Als bester dänischer/skandinavischer Spieler der BDO durfte Løkken bei der BDO World Darts Championship 2019 antreten. In der Vorrunde trat er gegen Krzysztof Kciuk an, dem er bei seiner ersten WM-Teilnahme mit 1:3 Sets unterlag.
Im April 2023 spielte sich Løkken beim Iceland Masters ins Halbfinale, welches er gegen Matthew Edgar verlor. Beim Finnish Masters im September kam er sigar bis ins Finale. In diesem unterlag er mit 1:5 Viktor Tingström aus Schweden.
Im September 2024 war Løkken Teil des dänischen Teams beim WDF Europe Cup 2024. Im Einzel konnte er dabei zwei Spiele für sich entscheiden. Im Doppel an der Seite von Michael Mogensen war nach einem Spiel Schluss. Als Teil des dänischen Teams erreichte er im entsprechenden Wettbewerb das Halbfinale, wo man gegen Tschechien ausschied.

## Weltmeisterschaftsresultate

### BDO
- 2019: Vorrunde (1:3-Niederlage gegen  Krzysztof Kciuk)